# Berlin (New York)
Berlin város az USA New York állam Rensselaer megyéjében. Lakosainak száma 1808 fő (2020. április 1.).

## Népesség
A település népességének változása:

| 2010 | 1 880 |
| 2020 | 1 808 |